# Арибо I (Остмарк)
Арибо I (на немски: Aribo I; * пр. 850, † сл. 909) е граф на Фрайзинг, от 871 г. граничен маркграф на баварската Аварска марка. Той е прародител на род Арибони.

## Биография
Арибо I отива от Бавария в Траунгау, Горна Австрия. Oт 871 г. той става управител на Дунавските графства и има титлата граничен маркграф на баварския Остмарк (Marchia orientalis) като наследник на маркграф Вилхелм II, който заедно с брат му Енгелшалк I, е убит в боевете против Святополк I от Велика Моравия. Вероятно Арибо I е съпруг на една от сестрите на двамата.
Лудвиг III Младши пренебрегва синовете на убитите, което води до дълги сражения. Арибо е свален през 882 г. Той има помощта на Карл Дебели и се съюзява дори с най-могъщия враг на империята по това време, Святополк I, докато неговите вероятни племенници са на страната на Арнулф Каринтийски и заздравява позицията си през 887 г.
През 904/905 г. Арибо ръководи в Рафелщетен (до Линц) кралската комисия при създаването на нов ред за митата за Дунавската търговия между баварците и славяните. Той е от малкото оживели през 907 г. при загубата в битката при Братислава от маджарите.
През 909 г. той получава доживотно, заедно с архиепископ Пилгрим I от Залцбург, от крал Лудвиг Детето манастира Траунзе (Trunseo).
Арибо I e убит при лов за зубри, което през 1100 г. се пее в народна песен.

## Деца
- Изанрих († сл. 903), граф
- Отакар I († 907, убит в битката при Братислава), граф в Каринтия
- Якоб († 958), фогт на епископия Фрайзинг, женен за Енгилрата